# Championnat de France de baseball Nationale 2 2006
Navigation
2005 2007
Le Championnat de France de baseball Nationale 2 2006 rassemble 24 équipes qui s'affrontent pour accéder à la Nationale 1. Ces équipes représentent les meilleurs clubs issus des compétitions régionales.

## Déroulement
Les équipes sont réparties en 6 poules de 4 équipes. Chaque équipe affronte les deux adversaires de sa poule (en programme simple de 9 manches), entre le 2 juillet et le 16 juillet.
Les 6 vainqueurs de poule sont qualifiés pour les quarts de finale. Ceux-ci se disputent par plateau de trois équipes, chaque plateau qualifiant deux équipes pour le plateau final.
Celui-ci se déroule en terrain neutre le week-end des 23 et 24 septembre à Chaumont.
Les quatre équipes qualifiées s'affrontent en demi-finales croisées le samedi. Les vainqueurs jouent la finale le dimanche pour le titre de Champion de France de N2.
Les deux finalistes sont promus en Nationale 1.

## Les clubs de l'édition 2006
Compositions des poules :
- Poule 1 : Arras/St Germain/Honfleur/Gif 2
- Poule 2 : PUC 3/Rouen 3/La Madeleine/Noisy Le Grand
- Poule 3 : Bréal Sous Montfort/La Rochelle/La Guerche 2/Nantes
- Poule 4 : Toulouse 2/Boé Bon Encontre/Le Passage d'Agen/Léguevin
- Poule 5 : Clermont 2/Meyzieu/Fenay/Chateauneuf
- Poule 6 : La Grande Motte/Marseille/Beaucaire/Montpellier 2